# Trimalaconothrus tardus
Trimalaconothrus tardus är en kvalsterart som först beskrevs av Michael 1888.  Trimalaconothrus tardus ingår i släktet Trimalaconothrus och familjen Malaconothridae. Inga underarter finns listade i Catalogue of Life.